# Ojczyzna (film)
Ojczyzna – brytyjsko-niemiecko-francuski dramat z 1986 roku.

## Główne role
- Gerulf Pannach - Klaus Dittemann
- Fabienne Babe - Emma de Baen
- Cristine Rose - Lucy Bernstein
- Sigfrit Steiner - Drittemann/James Dryden
- Heike Schroetter - Marita
- Stephan Samuel - Max
- Thomas Öhlke - Młody Drittemann
- Patrick Gilbert - Thomas
- Eva Krutina - Rosa
- Hans Peter Hallwachs - Rainer Schiff
- Ronald Simoneit - Uwe

## Fabuła
Klaus Ditterman jest muzykiem z NRD. Ma dość występów w swoim kraju. Po wielu próbach ostatecznie udaje mu się wyjechać. Przenosi się do RFN. Jego sytuacja życiowa ulega poprawie. Klaus postanawia szukać swego ojca, który wyemigrował z kraju przed kilkunastoma laty.